# Pistyur Veronika
Pistyur Veronika (Szentendre, 1979. május 6. –) magyar televíziós műsorvezető, egyetemi tanár.

## Életpályája
1993–1997 között az Alternatív Közgazdasági Gimnáziumban tanult. 1997–2001 között a Színház- és Filmművészeti Főiskola hallgatója volt, ahol televízió műsorvezető-rendező diplomát szerzett, Horváth Ádám és Vitray Tamás osztályában. Később elvégezte a Miskolci Egyetem kulturális és vizuális antropológia (1998–2003), valamint a Corvinus Egyetem nemzetközi kapcsolatok szakát (2001–2004). 
Már 1998-2001 között riporterként dolgozott az RTL Klubban a "Fókusz" című műsorban. A TV2-n futó "Strucc" című magazinműsor alapító szerkesztője (2004–2009), valamint a "2TestŐr" című műsor műsorvezetőjeként dolgozott a csatornán (2006–2010). 2010–2013 között a Dimenzió Biztosító marketing- és kommunikációs tanácsadója volt. "Shine Budapest" néven saját kommunikációs ügynökséget hozott létre, valamint a "Bridge Budapest" nevű nonprofit szervezet vezetője is.
2005-től a Színház- és Filmművészeti Egyetemen egyetemi tanársegéd, majd osztályvezető tanár. 2014-ben DLA fokozatot szerzett.

## Doktori értekezés
Doktori disszertációját 2013-ban írta, "A televízió új aranykora? – A jövő televíziója, avagy a televíziózás jövője" címmel. Témavezetője Bárdos András volt.

## Műsorai
- Fókusz
- Magellán
- A leggyengébb láncszem
- Szokatlan
- Forró nyomon
- Katalin bírónő
- Strucc
- 2TestŐr